# Matz Sandman
Matz Sandman (* 19. Januar 1948 in Ballangen) ist ein norwegischer Politiker und Beamter der Arbeiderpartiet (Ap). Von 1990 bis 1991 war er der Familienminister seines Landes.

## Leben
Sandman besuchte bis 1968 das Handelsgymnasium in Ålesund. Danach arbeitete er bis 1969 als Lehrer. Bis 1974 war er an der Norwegischen Handelshochschule. Anschließend war er zwischen 1975 und 1978 in der Wirtschaftsabteilung des Hafenwesen in Narvik tätig. Bis 1979 war er bei der Fylkeskommune Nordland tätig, bevor er bis 1981 für die Nordland utbyggingsselskap tätig wurde, die für die wirtschaftliche Entwicklung von Nordland zuständig ist.
Zwischen 1981 und 1984 war er sogenannter Rådmann, also Verwaltungschef, der Kommune Andøy, danach bis 1988 in Tromsø und anschließend bis 1994 in Bærum. 
Am 3. November 1990 wurde er zum Minister für Familien und Verbraucher in der Regierung Brundtland III ernannt, zum 1. Januar 1991 wechselte die Zuständigkeit über zu Kinder und Familien. Er verblieb bis zum 15. November 1991 in diesem Posten. Ab 1996 war er Fylkesrådmann von Buskerud. Dieses Amt übte er bis 2010 aus.